# 宁夏回族自治区人民代表大会
宁夏回族自治区人民代表大会，简称宁夏回族自治区人大，是中华人民共和国宁夏回族自治区的地方国家权力机关。其常设机构为宁夏回族自治区人民代表大会常务委员会。